# Shen Jun
Shen Jun, född 27 juni 1972, är en kinesisk bågskytt. Han deltog vid olympiska sommarspelen 1996.